# Dombeya longebracteolata
Dombeya longebracteolata là một loài thực vật có hoa thuộc họ Sterculiaceae.
Loài này chỉ có ở Ethiopia.